# Sir Graeme Douglas International 2021
Das Sir Graeme Douglas International 2021 war eine Leichtathletik-Veranstaltung, die am 27. Februar 2021 in der neuseeländischen Stadt Auckland stattfand. Sie war die zweite Veranstaltung der  World Athletics Continental Tour und zählte zu den Bronze-Meetings, der dritthöchsten Kategorie dieser Leichtathletik-Serie.

## Resultate

### Männer

#### 100 m
| Platz | Athlet              | Land | Zeit (s) |
| ----- | ------------------- | ---- | -------- |
| 1     | Edward Osei-Nketia  | NZL  | 10,46    |
| 2     | Joseph Millar       | NZL  | 10,69    |
| 3     | Tommy Te Puni       | NZL  | 10,70    |
| 4     | Mogammad Smith      | NZL  | 10,71    |
| 5     | James Guthrie-Croft | NZL  | 10,74    |
| 6     | Cody Wilson         | NZL  | 10,75    |
| 7     | Oliver Krijnen      | NZL  | 11,03    |
| 8     | Tiaan Whelpton      | NZL  | 12,77    |

Wind: +3,2 m/s

#### 400 m
| Platz | Athlet          | Land | Zeit (s) |
| ----- | --------------- | ---- | -------- |
| 1     | Hamish Gill     | NZL  | 47,68 PB |
| 2     | Luke Mercieca   | NZL  | 48,93 SB |
| 3     | Flynn Marshall  | NZL  | 49,57 SB |
| 4     | James Robertson | NZL  | 49,84    |
| 5     | Jeremiah Rogo   | NZL  | 51,05    |
| 6     | Matthew Eady    | NZL  | 52,59    |
| 7     | Liam MdKellar   | NZL  | 52,92 PB |
|       | Cameron Frech   | NZL  | DQ       |

#### 800 m
| Platz | Athlet          | Land | Zeit (min) |
| ----- | --------------- | ---- | ---------- |
| 1     | James Preston   | NZL  | 1:47,92    |
| 2     | Alex Beddoes    | COK  | 1:48,17    |
| 3     | Dominic Devlin  | NZL  | 1:50,47    |
| 4     | Tom Moulai      | NZL  | 1:52,77 PB |
| 5     | Hamish Carson   | NZL  | 1:53,08 SB |
| 6     | Dylan Forde     | NZL  | 1:53,48 PB |
| 7     | Max Karamanolis | NZL  | 1:53,99 SB |
|       | James Harding   | NZL  | DNF        |

#### 110 m Hürden
| Platz | Athlet         | Land | Zeit (s) |
| ----- | -------------- | ---- | -------- |
| 1     | Tom Moloney    | NZL  | 15,25 PB |
| 2     | Max Attwell    | NZL  | 16,26 SB |
| 3     | Justin Menezes | NZL  | 17,53    |
|       | Joshua Hawkins | NZL  | DQ       |

Wind: +0,5 m/s

#### Hochsprung
| Platz | Athlet            | Land | Höhe (m) |
| ----- | ----------------- | ---- | -------- |
| 1     | Hamish Kerr       | NZL  | 2,28     |
| 2     | Marcus Wolton     | NZL  | 2,01 SB  |
| 3     | Jayden Williamson | NZL  | 2,01 SB  |
| 3     | Josh Inger        | NZL  | 2,01 SB  |
| 5     | Tom Moloney       | NZL  | 1,96     |

#### Stabhochsprung
| Platz | Athlet           | Land | Höhe (m) |
| ----- | ---------------- | ---- | -------- |
| 1     | Ettiene du Preez | NZL  | 4,62     |
| 2     | Max Attwell      | NZL  | 4,32     |
|       | James Steyn      | NZL  | NH       |

#### Weitsprung
| Platz | Athletin        | Land | Weite (m) |
| ----- | --------------- | ---- | --------- |
| 1     | Felix McDonald  | NZL  | 7,33 SB   |
| 2     | Max Attwell     | NZL  | 7,05      |
| 3     | Matthew Wyatt   | NZL  | 6,99 SB   |
| 4     | Abhijeet Parmar | NZL  | 6,64      |

#### Kugelstoßen
| Platz | Athlet           | Land | Weite (m) |
| ----- | ---------------- | ---- | --------- |
| 1     | Tomas Walsh      | NZL  | 21,60 SB  |
| 2     | Jacko Gill       | NZL  | 21,44     |
| 3     | Nick Palmer      | NZL  | 18,41 PB  |
| 4     | Liam Ngchok-Wulf | NZL  | 13,74     |

### Frauen

#### 100 m
| Platz | Athlet            | Land | Zeit (s) |
| ----- | ----------------- | ---- | -------- |
| 1     | Zoe Hobbs         | NZL  | 11,45    |
| 2     | Georgia Hulls     | NZL  | 11,64 PB |
| 3     | Brooke Somerfield | NZL  | 11,84 SB |
| 4     | Symone Tafuna'i   | NZL  | 11,88    |
| 5     | Natasha Eady      | NZL  | 11,90    |
| 6     | Briana Stephenson | NZL  | 11,98 SB |
| 7     | Marielle Venida   | NZL  | 12,14 SB |
| 8     | Briana Irving     | NZL  | 12,58    |

Wind: +0,3 m/s

#### 400 m
| Platz | Athlet               | Land | Zeit (s) |
| ----- | -------------------- | ---- | -------- |
| 1     | Jordyn Blake         | NZL  | 55,09    |
| 2     | Holly Rule           | NZL  | 55,59 PB |
| 3     | Brooke Cull          | NZL  | 57,32 SB |
| 4     | Alessandra MacDonald | NZL  | 57,65 SB |
| 5     | Samantha Korck       | NZL  | 58,18 PB |
| 6     | Pippa Plummer        | NZL  | 58,79 PB |

#### 1500 m
| Platz | Athlet          | Land | Zeit (min) |
| ----- | --------------- | ---- | ---------- |
| 1     | Camille Buscomb | NZL  | 4:15,25    |
| 2     | Katherine Camp  | NZL  | 4:17,85 SB |
| 3     | Rebekah Greene  | NZL  | 4:17,94    |
| 4     | Kara MacDermid  | NZL  | 4:19,64 SB |
| 5     | Anneke Grogan   | NZL  | 4:24,75 PB |
| 6     | Maiya Christini | NZL  | 4:31,25 SB |
| 7     | Chloe Browne    | NZL  | 4:31,65 PB |
| 8     | Bella Browne    | NZL  | 4:31,88    |
| 9     | Kimberley May   | NZL  | 4:32,35 PB |
| 10    | Brigid Dennehy  | NZL  | 4:33,14 PB |
| 11    | Kerry White     | NZL  | 4:34,72    |
| 12    | Charli Miller   | NZL  | 4:41,33 SB |
| 13    | Peyton Leigh    | NZL  | 4:41,71    |
| 14    | Amanda Holyer   | NZL  | 4:54,76    |

#### 100 m Hürden
| Platz | Athlet           | Land | Zeit (s)  |
| ----- | ---------------- | ---- | --------- |
| 1     | Amy Robertson    | NZL  | 13,58 =PB |
| 2     | Hinewai Knowles  | NZL  | 14,38     |
| 3     | Angelina Zickert | NZL  | 15,29 PB  |

Wind: +0,8 m/s

#### Stabhochsprung
| Platz | Athletin         | Land | Höhe (m) |
| ----- | ---------------- | ---- | -------- |
| 1     | Imogen Ayris     | NZL  | 4,32 SB  |
| 2     | Hannah Philpot   | NZL  | 3,62 SB  |
|       | Lillian Bing     | NZL  | NH       |
|       | Olivia McTaggart | NZL  | NH       |

#### Dreisprung
| Platz | Athlet               | Land | Weite (m) |
| ----- | -------------------- | ---- | --------- |
| 1     | Anna Thomson         | NZL  | 12,71     |
| 2     | Diana Ismagilova     | NZL  | 12,15 SB  |
| 3     | Sarah Cowley-Ross    | NZL  | 11,61 SB  |
| 4     | Alessandra MacDonald | NZL  | 11,38     |
| 5     | Jayne Iwunze         | NZL  | 11,29     |

#### Kugelstoßen
| Platz | Athlet                | Land | Weite (m) |
| ----- | --------------------- | ---- | --------- |
| 1     | Valerie Adams         | NZL  | 19,65 WL  |
| 2     | Maddison-Lee Wesche   | NZL  | 18,12 SB  |
| 3     | Kaia Tupu-South       | NZL  | 15,79 PB  |
| 4     | Natalia Rankin-Chitar | NZL  | 14,00 PB  |
| 5     | Nadja Kumerich        | NZL  | 12,02     |

#### Speerwurf
| Platz | Athlet             | Land | Weite (m) |
| ----- | ------------------ | ---- | --------- |
| 1     | Tori Peeters       | NZL  | 54,47     |
| 2     | Stephanie Wrathall | NZL  | 48,20     |
| 3     | Brianna Tirado     | NZL  | 45,16     |
| 4     | Holly Robinson     | NZL  | 40,25     |